# Даниил (Биазис)
Митрополи́т Дании́л (греч. Μητροπολίτης Δανιήλ, в миру Дими́триос Биа́зис, греч. Δημήτριος Μπιάζης; род. 29 марта 1977, Закинтос, Закинф, Греция) — епископ Александрийской православной церкви, митрополит Аксумский (с 2018).

## Биография
Родился 29 марта 1977 года в Закинтосе, в Греции.
После получения школьного образования на родине учился в семинарии в Беллас Иоаннина и на Богословском факультете университета Аристотеля в Салониках.
Поступил в монастырь Строфадон (Μονή Στροφάδων).
25 декабря 1997 года был рукоположен во иеродиакона, 17 сентября 2006 года — во иеромонаха митрополитом Закинфским Хризостомом. Служил проповедником в Закинфской митрополии и настоятелем монастыря Пресвятой Богородицы Спелеотиссы в Закинфе.
По приглашению патриарха Александрийского Феодора II перешёл в клир Александрийского патриархата и служил в качестве миссионера в провинциях Мозамбика, Замбии и Малави. Являлся канцлером Замбийской и Малавийской митрополии. Затем был клириком церкви Благовещения Пресвятой Богородицы в Александрии.
26 ноября 2018 года был избран Синодом Александрийской православной церкви для рукоположения в сан митрополита Аксумского.
5 декабря 2018 года в монастыре Святого Саввы в Александрии был хиротонисан в сан епископа и возведён в достоинство митрополита Аксумского. Хиротонию совершили: Папа и Патриарх Александрийский Феодор II, митрополит Додонский Хризостом (Синетос), митрополит Замбийский Иоанн (Цафтаридис), митрополит Аккрский Наркисс (Гаммох) и епископ Вавилонский Феодор (Дридакис).
6 февраля 2019 года прибыл в Аддис-Абебу. 3 марта 2019 года в соборе святого Фрументия в Аддис-Абебе состоялась интронизация.
15 февраля 2024 года решением Священного Синода Александрийской православной церкви назначен митрополитом Аккрским.